# Vuletića staje (ruralna cjelina)
Ruralna cjelina Vuletića staje, ruralna cjelina unutar područja sela Dobranja, općina Cista Provo.

## Povijest
Nastale su u 18. stoljeću. Vuletića staje u Dobranjama karakteristična su naseobinska struktura sekundarnog naselja za boravak ljudi i stoke u vrijeme ljetne ispaše. Kuće su znatno udaljene jedne od drugih, prizemnice, rijetko katnice, izduženog tlocrta. Uz staje su bile kužine i spremišta za krumpire-trapovi te čatrnje. Kontinuitet naseljavanja staja proteže se duboko u 18. stoljeće. Sačuvan je prostorni raspored kuća i većina arhitektonskih elementa pojedinih građevina.

## Zaštita
Pod oznakom Z-3851 zavedena je kao nepokretno kulturno dobro - kulturno-povijesna cjelina, pravna statusa zaštićena kulturnog dobra, klasificirano kao "kulturno-povijesna cjelina".